# Lotte World
A Lotte World (hangul: 롯데월드, Lotte Voldu) egy Szöulban található szórakoztató központ, mely 1989. július 12-én nyílt meg a nagyközönség előtt. A parkban látható a világ legnagyobb beltéri vidámparkja, amely egész évben nyitva tart, egy szabadtéri vidámpark (Magic Island), egy mesterséges sziget egy tó körül, melyhez kisvasút viszi a látogatókat, ezen kívül bevásárlóközpont, luxushotel, koreai néprajzi múzeum, sportolási lehetőségek és filmszínházak.
A Lotte World évente több mint 8 millió látogatót vonz, és a Tokyo Disney Resort mellett egyike Ázsia világszínvonalú vidámparkjainak. A park a Szokcshon tó közelében fekszik, a szöuli metró 2-es és 8-as vonalával érhető el.
2014-ben a világ legnagyobb mozivászna is itt volt megtalálható, a Lotte Cinema World Towerben.

## Attrakciók
A szórakoztatóközpont vidámparkja négy szinten működik.
- 1. szint

- The Adventures of Sindbad
- The Conquistador
- Treeble's Hopper
- Camelot Carrousel
- The Bumping Jesters
- Boong Boong Car
- Swing Pang Pang
- Lotty's Kidstoria
- Flume Ride
- Giant Loop
- Drunken Basket
- Fairy Tale Theater
- Desperados
- Happy Picnic
- Eureka

- 2. szint

- French Revolution

- 3. szint

- Jungle Adventure
- World Monorail

- 4. szint

- Pharaoh's Fury
- Aeronauts Balloon Ride
- Dynamic Theater
- Renaissance Animal Theater

## A Lotte World a kultúrában
A park egyike volt a Stairway to Heaven című koreai dráma forgatási helyszíneinek, felvételeket készítettek a körhintánál és a jégpályán, illetve Csha Szongdzsu családi vállalkozásának is székhelyéül szolgált.
2006-ban a helyszínen zajlott a World Pump Festival (WPF) elnevezésű táncverseny, továbbá itt forgatták az SBS Protect the Boss című sorozatának egyes jeleneteit, a szintén SBS-sugárzású Running Man 9. epizódját és az MBC We Got Married című valóságshow-jának 3. epizódját.